# Distretto di Bachiangchaleunsouk
Il distretto di Batiengchaleunsouk è uno dei dieci distretti (mueang) della provincia di Champasak, nel Laos.  Ha come capoluogo la città di Batiengchaleunsouk.